# René Hamel
René Nicolas Adrien Hamel (Orsja, 4 oktober 1902 – Gouvieux, 7 november 1992) was een Frans wielrenner.
Hamel won tijdens de Olympische Zomerspelen 1924 de gouden medaille in de wegwedstrijd voor ploegen, individueel won hij de bronzen medaille tijdens de wegwedstrijd.

## Resultaten in voornaamste wedstrijden
| Jaar | Ronde van Italië | Ronde van Frankrijk | Ronde van Spanje |
| ---- | ---------------- | ------------------- | ---------------- |
| 1927 |                  | opgave              |                  |
| 1928 |                  | 32e                 |                  |

| Jaar | Parijs-Roubaix |
| ---- | -------------- |
| 1927 | 7e             |
| 1928 |                |

1912: Friborg, Malm, Persson, Lönn ·
1920: Souchard, Canteloube, Detreille, Gobillot ·
1924: Blanchonnet, Hamel, Wambst ·
1928: Hansen, Nielsen, Jørgensen ·
1932: Pavesi, Segato, Olmo ·
1936: Charpentier, Lapébie, Dorgebray ·
1948: Wouters, De Lathouwer, Van Roosbroeck ·
1952: Noyelle, Grondelaers, Victor ·
1956: Geyre, Moucheraud, Vermeulin
- Bibliothèque nationale de France: cb169225673 (data)
- International Standard Name Identifier: 0000 0004 5100 2620
- Virtual International Authority File: 316738264